# NGC 4938
NGC 4938 ist eine 14,4 mag helle Spiralgalaxie vom Hubble-Typ S im Sternbild Jagdhunde am Nordsternhimmel. Sie ist schätzungsweise 374 Millionen Lichtjahre von der Milchstraße entfernt und hat einen Durchmesser von etwa 90.000 Lj. Im selben Himmelsareal befindet sich u. a. die Galaxie NGC 4932.
Das Objekt wurde am 17. Februar 1831 von John Herschel entdeckt.